# Bitwa pod Niemieckim Brodem
Bitwa pod Niemieckim Brodem – starcie zbrojne, które miało miejsce 10 stycznia 1422 roku podczas drugiej krucjaty w okresie wojen husyckich.
W miejscowości zwanej Niemieckim Brodem (czes. Německý Brod, niem. Deutschbrod - dzisiaj Havlíčkův Brod) husyci dowodzeni przez Jana Žižkę oblegali wojska katolickie liczące 2 000 – 2 500 jazdy. Obrona nie trwała długo i wkrótce miasto zostało zdobyte i złupione. Pobici krzyżowcy stracili 500 ludzi. W ręce zwycięzców dostało się całe zaopatrzenie wojsk katolickich umieszczone na 500 wozach. Była to jedna z największych zdobyczy, jaka dostała się w ręce husytów w czasie wojen husyckich. Miasto i tabory na pastwę losu zostawiły wycofujące się przez most wojska katolickie. Ponieważ jeden most nie gwarantował dostatecznie szybkiego tempa przeprawy, część sił ruszyła po lodzie. Początkowo zdawało to egzamin, jednak w pewnym momencie osłabiony lód pękł i znaczna liczba żołnierzy Luksemburczyka potonęła.